# صلاح (بترون)
صلاح، هي قرية لبنانية من قرى قضاء البترون في محافظة الشمال.